# Duncan Hunter
Duncan Lee Hunter (Riverside (Californië), 31 mei 1948) is een Amerikaanse politicus van de Republikeinse Partij. Van 1981 tot 2009 was hij lid van het Huis van Afgevaardigden voor achtereenvolgens het 42e, het 45e en het 52e congresdistrict van Californië.
Duncan studeerde korte tijd aan de Universiteit van Montana en aan de Universiteit van Californië in Santa Barbara voordat hij dienst nam in het Amerikaanse leger. Hij diende in de Vietnamoorlog bij de 173rd Airborne Brigade en bij de 75th Army Rangers, een elite-eenheid. Na zijn vertrek uit het leger studeerde hij aan het Western State University College of Law, waar hij in 1976 een doctoraat in de rechten (JD) behaalde. Daarna werkte hij als advocaat.
In 1980 werd Hunter overgehaald om zich kandidaat te stellen tegenover Lionel van Deerlin, die al 18 jaar lid was van het Huis van Afgevaardigden namens de Democratische Partij. Hunter was een absolute underdog, maar zijn aanvallen op Deerlins defensiepolitiek vielen goed in een district dat werd gedomineerd door militaire bases en personeel. Hunter had bovendien voordeel van de campagne van Ronald Reagan, de toenmalige gouverneur van Californië die in dat jaar met een enorme overwinning tot president verkozen werd. Op Reagans slippen wist Hunter met een kleine meerderheid te winnen. Na de census van 1980 werden de grenzen van zijn district in zijn voordeel aangepast: de al te Democratische delen werden bij andere districten ingedeeld. Sindsdien haalt hij regelmatig meer dan 60% van de stemmen in zijn district.
In 2003 werd hij voorzitter van de strijdkrachten-commissie (Armed Services Committee) van het Huis. Na de Amerikaanse parlementsverkiezingen 2006 moest hij dit voorzitterschap overdragen aan de Democraat Ike Skelton.
Op 30 oktober 2006 kondigde hij zijn intentie aan om de nominatie van de Republikeinse Partij voor de presidentsverkiezingen van 2008 te willen verkrijgen. Op 25 januari 2007 maakte hij zijn kandidatuur officieel bekend. Verwacht werd dat hij het moeilijk zou krijgen, omdat weinig mensen binnen of buiten zijn partij hem kenden.
Op 19 januari 2008 stapte hij uit de presidentiële race, nadat hij slechts 1% had gescoord in de caucus in Nevada.
- Gemeinsame Normdatei: 1058825941
- International Standard Name Identifier: 0000 0004 3077 6125
- Library of Congress Control Number: n2004064467
- SNAC: w63z02kv
- Biographical Directory of the United States Congress: H000981
- Virtual International Authority File: 63400767
- WorldCat: E39PBJrKWh89MVmmkjX3wCpByd